# Amyl and the Sniffers
Amyl and the Sniffers és un grup australià de punk rock originari de Melbourne, format per la cantant Amy Taylor, el bateria Bryce Wilson, el guitarrista Declan Martens i el baixista Gus Romer. Als ARIA Music Awards del 2019 el seu disc de debut homònim va guanyar el premi al millor àlbum de rock.

## Història
El grup va escriure, gravar i publicar el seu primer EP, Giddy Up, en 12 hores. Va adoptar el seu nom del nitrit d'amil, també conegut com a popper. Amy Taylor va comparar la seva música amb aquesta substància en una entrevista per a la BBC: «A Austràlia anomenem els poppers amyl. Ho ensumes i després de 30 segons et fa volar el cap, i així som nosaltres!.» El seu so s'ha comparat amb grups de rock dur dels anys 1970 com Iggy Pop i The Stooges i The Damned. Tanmateix, Taylor ha citat diverses influències, com Minor Threat, Ceremony, AC/DC, Sleaford Mods, Dolly Parton i Cardi B. El 2017 es va publicar un segon EP titulat Big Attraction.
El 2018 Amyl and the Sniffers va entrar a l'estudi per a enregistrar el seu àlbum de debut amb el productor i antic bateria d'Add N to (X) Ross Orton. El resultat va ser el treball homònim Amyl and the Sniffers, que es va publicar el 24 de maig de 2019 i va rebre crítiques favorables, incloent un 7,2 de Pitchfork i 4 de 5 estrelles de NME i AllMusic.
El 7 de juliol de 2021, Amyl and the Sniffers van anunciar el seu segon àlbum d'estudi Comfort to Me, juntament amb el senzill «Guided by Angels». Més endavant, va publicar un altre senzill, «Security». Tres dies abans del llançament de l'àlbum, el grup va publicar un últim senzill, «Hertz», juntament amb un videoclip. Comfort to Me es va publicar el 10 de setembre.
Al juny i juliol de 2022, Amyl and the Sniffers va telonejar Weezer, Fall Out Boy i Green Day durant el Hella Mega Tour. L'abril de 2023, va fer una gira amb The Smashing Pumpkins i Jane's Addiction.

## Discografia

### Àlbums d'estudi
- 2019: Amyl and the Sniffers
- 2021: Comfort to Me
- 2024: Cartoon Darkness[12]

### EP
- 2016: Giddy Up
- 2017: Big Attraction